# Alexander Pschill
Alexander Pschill ([pʃil]; Vienna, 13 giugno 1970) è un attore, sceneggiatore e scrittore austriaco di cinema e televisione. È noto al pubblico italiano per il ruolo del commissario Marc Hoffmann ne "Il commissario Rex".

## Formazione
Dal 1989 al 1993 è studente presso la Cornish College of the Arts Professional Acting Conservatory di Seattle.

## Carriera
Ottiene il ruolo principale per lo sceneggiato di Peter Patzack "1945". Da lì una lunga serie di sceneggiati televisivi. Grazie ad una partecipazione breve nel 1995 (2 puntate) al poliziesco "Il commissario Rex", dopo 7 anni (nel 2002) viene scelto come protagonista della serie televisiva nei panni del commissario Marc Hoffmann assieme all'amica Elke Winkens.

## Filmografia

### Televisiva
- 1993: "1945", TV-Film, Regia: Peter Patzak
- 1994: "Il commissario Rex", TV-Serie, Episodio  „Blutspuren“, Regia: Udo Witte; „Der Sohn des Babymachers“, TV-Film, Regia: Susanne Zanke
- 1995: "Glück auf Raten", TV-Film, Regie: Peter Patzak
- 1997/98: "Aus heiterem Himmel", TV-Serie, durchgehende Rolle in Staffel IV und V, Regie: Wolfgan Henschel, Dominikus Probst u. a.
- 1999: "Ach Baby, ein Baby", TV-Film, Regia: Wolfgang Murnberger
- 2000/01: "Julia - Eine ungewöhnliche Frau", TV-Serie, durchgehende Rolle in Staffel III und IV, Regia: Holger Il Commissario Rex, TV-Serie, durchgehende Hauptrolle, Regia: Hajo Gies, Gerald Liegel, Michi Riebl, Andreas Prochaska, AA. VV.
- 2004: "Der Bestseller: Wiener Blut", TV-Film, Regia: Dirk Regel

### Cinematografica
- 1996: "That's all Jonny",  Regia: Michael Pfeiffenberger
- 1997: "Beastie Girl",  Regia: Johannes Fabrick; „Alles werden gut“, Kinofilm, Regie: Michael Pfeiffenberger
- 1999: "Thanksgiving - Erntedank",  Regia: Michael Pfeifenberger
- 2003: "Schatten",  Regia: Markus Engel